# Zancleopsis gotoi
Zancleopsis gotoi är en nässeldjursart som först beskrevs av Uchida 1927.  Zancleopsis gotoi ingår i släktet Zancleopsis och familjen Zancleopsidae. Inga underarter finns listade i Catalogue of Life.